# Orquesta Sinfónica Nacional (Costa Rica)
La Orquesta Sinfónica Nacional de Costa Rica (OSN) es una institución pública cultural costarricense, adscrita al Centro Nacional de Música, órgano parte del Ministerio de Cultura y Juventud de Costa Rica. Tiene su sede en la ciudad de  San José. Su objetivo es la difusión de la música clásica, así como del canto coral y las artes líricas, además de encargarse de la formación instrumental en este país. Está integrada por setenta y dos músicos profesionales, 87% de ellos costarricenses, la mayoría de ellos formados por la misma institución. Realiza entre 70 y 90 conciertos al año, divididos en seis temporadas. Su actual director titular es el estadounidense Carl St. Clair. En 2017, ganó el Latin Grammy al mejor álbum de música clásica.

## Historia
La primera orquesta sinfónica en Costa Rica fue fundada en 1940, creada por el director uruguayo Hugo Maniari y el costarricense Alfredo Serrano. Fue subvencionada por el gobierno del presidente Rafael Ángel Calderón Guardia y formó parte del Ministerio de Educación Pública.
La Orquesta Sinfónica Nacional(OSN) fue reorganizada en 1970 con la creación del Ministerio de Cultura, Juventud y Deporte (hoy Ministerio de Cultura y Juventud), siendo presidente José Figueres Ferrer. Dicha reorganización fue conducida por los entonces ministro y viceministro de esta cartera, el escritor Alberto Cañas Escalante y Guido Sáenz González, respectivamente, cuyos principales objetivos consistieron en elevar la calidad de la formación de músicos nacionales integrantes de la OSN, además de la compra de instrumentos y la organización de un programa educativo adjunto a la orquesta. Bajo esta nueva estructura, la OSN dio su primer concierto en octubre de 1971.
Una nueva reestructuración de la orquesta se dio bajo el primer gobierno de Óscar Arias Sánchez, lo cual permitió que la OSN, bajo la dirección del maestro Irwin Hoffman, alcanzara un alto nivel de ejecución, con gratas presentaciones acogidas por el público en países como España, Estados Unidos, México, Panamá, Hungría, Checoslovaquia, Alemania y Taiwán. 
En 1994, la OSN grabó dos discos compactos con música de compositores costarricenses y música nacional e internacional.
En 2004, el director japonés Chosei Komatsu reemplazó a Hoffman como director titular. Al año siguiente, la OSN realizó una gira a Japón, donde realizó exitosos conciertos en varias ciudades, interpretando música de compositores costarricenses como Benjamín Gutiérrez y Eddie Mora. Entre 2001 y 2014 la OSN realizó giras internacionales a Japón (2005), Nicaragua, Estados Unidos y México (2013) y Cuba (2014).
Carl St. Clair tomó el puesto de director titular en 2014 con un concierto en el Teatro Popular Melico Salazar. Entre 2013 y 2014, la OSN grabó cuatro discos, dos de los cuales fueron nominados al Grammy Latino 2013 (Bossa Nova Sinfónico y Música de Compositores Costarricenses). Para 2015 y con motivo de su 75 aniversario, la OSN realizó conciertos en las siete provincias de Costa Rica.